# Povijest Afrike
Povijest Afrike nastaje južno od ekvatora i najvjerojatnije, to je rodno mjesto čovječanstva, a na obalama rijeke Nil u Egiptu nastala je kultura Drevnog Egipta koja je obogatila svjetsku povijest. Prije 2500 godina razvili su se brojna kraljevstva u Africi južno od Sahare. Noviji dokazi pobijaju vjerovanja da je područje ostatka Afrike bilo odvojeno od tehnološkog i intelektualnog napretka, čak što više, pokazuju bogatstvo i prilagodljivost afričkih kulturnih tradicija. Sahara je djelovala kao prepreka koja je ovo područje razdvajala od ostatka svijeta sve do pojave arapskih trgovaca u 18. stoljeću. Dolaskom Europljana u 15. stoljeću, trgovina robljem i europski imperijalizam ostavili su dubok trag na ovom kontinentu. Nakon 1950-ih godina sve su afričke zemlje proglasile nezavisnost, iako moderna Afrika nastavlja borbu sa svojim postimperijalističkim naslijeđem i problemima okoliša.

## Prapovijesna Afrika
Bliski evolucijski preci današnjeg čovjeka nastanjivali su Afriku već otprilike 5 milijuna godina. Otprilike prije 1,5 milijuna godina oni se razvijaju u napredniju formu (Homo erectus), a Homo sapiens se javlja prije 200,000 godina. Sahara je nekoć bila plodna ravnica bogata biljnim i životinjskim svijetom. No prije mnogo tisuća godina postala je sušna i ljudi su otišli prema jugu te se počeli baviti ratarstvom u savanama.
Koncem paleolitika prostor Afrike nastanjivali su Bušmani i Pigmeji (ekvatorijalna Afrika) i negridsko stanovništvo (sjeverna, zapadna i srednja Afrika). Prva važna civilizacija razvila se u dolini Nila (oko 5000. pr. Kr.), tzv. Drevni Egipat.

## Stara carstva
Od 11. st. pr. Kr. na sjevernim obalama Afrike trgovačke centre uspostavljaju Feničani, a tijekom 2. i 1. stoljeće pr. Kr. Rimljani. Naposljetku Rim zauzima sjevernu Afriku od Maroka do Egipta. Raspadom Rimskog Carstva (395.) Egipat pripada istočnom dijelu Carstva, dok zapadni dio sjeverne Afrike zauzimaju Vandali (429.). Bizant je tim prostorom zavladao 533. god., a kraj njegove dominacije označen je arapskim osvajanjima u 7. st.
Sjeveroistočna Afrika imala je dobar položaj za trgovanje s Egiptom i zapadnom Azijom. To je pogodovalo razvoju bogatih carstva, među kojima su bili kraljevstvo Kuš (ili Meroe), ustrojeno u Nubiji (današnji Sudan) oko 1000. pr. Kr., te Aksum (trgovačka zemlja u sjevernoj Etiopiji, oko 100. pr. Kr.-1300.) razvila se iz sličnih razloga.
- Kuš (oko 1000. pr. Kr.-350.)

U 8. st. pr. Kr. Kušiti zauzimaju Egipat i ondje uspostavljaju svoju dinastiju. Iz grada Meroa Kušiti su kontrolirali trgovinu u Crvenom moru i uz rijeku Nil 600. pr. Kr. Izvozili su luksuznu robu, primjerice nojevo perje i leopardovo krzno, a podizali su i lijepe hramove te piramide ravnih vrhova na grobovima svojih pokojnika. Njihovo kraljevstvo je srušeno oko 350. pr. Kr. jačanjem Kraljevstva Aksum. 
- Aksum

Od 300. godine egipatski svećenici uveli su kršćanstvo u Aksum koji je potom poznat kao sveti grad. Tijekom tog razdoblja Aksum je zauzeo carstvo utemeljeno u Merou. Stanovnici Aksuma podizali su visoke kamene stele (spomenike) i njima označavali grobove umrlih kraljeva. Kraljevstvo Aksum u 6. st. biva poprištem vjerskih sukoba, a nestaje u 10. st. arapskim zauzimanjem Crvenog mora. 
- Gana

Povijesna događanja južno od Sahare odvijala su se uglavnom odvojeno od sjevernog dijela kontinenta. Od 1. tisućljeća prije Krista tu se se odvijale seobe plemena Bantu. U zapadnom dijelu oko 3.i 4. st. nastaje u gornjem toku rijeka Senegala i Nigera država Gana, koja vrhunac procvada doseže od 9. do 11. st. Smještena uz granice današnjih zemalja Mali i Mauritanija, Gana je jedno od najvažnijih afričkih carstva koje je kontroliralo trgovinu zlatom preko Sahare. Ganski kraljevi nosili su zlatni nakit i zlatom ukrašenu odjeću i turbane. Pronađeni zlatni predmeti ukazuju na nevjerojatno bogastvo ovog kraljestva.
God. 1076. težak poraz joj nanose Almoravidi te se Gana raspada na niz državica.

## Arapski utjecaj
Već do konca 7. st. arapski osvajači sa Srednjeg istoka su zauzeli cijelu sjevernu Afriku, a postupno i istočnu obalu do rijeke Zambezi, čime je velik dio kontinenta potpao pod islamsko-arapski vjerski i kulturni utjecaj. Područje se nalazilo pod vlašću damaškog (poslije bagdadskog) kalifa, a kao vladarske dinastije smijenjivali su se Fatimidi (10. – 11. st,) i Ajubidi (12. – 13. st.). U tom razdoblju islam postaje vladajuća religija. U sjevernoj Africi islam je potpuno zamijenio tradicionalne religije koje često uključuju štovanje predaka. U mnogim dijelovima Afrike zajednice imaju posvećene žrtvenike gdje ostavljaju darove duhovima svojih pokojnih predaka. Tijekom određenih godišnjih svetkovina, u današnje vrijeme pripadnici tih zajednica nose specijalne maske, pjevaju, plešu i kazuju priče u čast svojih predaka.
Od 11. stoljeća i trgovci su pridonosili širenju islama preko Sahare u zapadnu Afriku te duž rijeke Nil do Sudana, a početkom 16. stoljeća sjeverna Afrika dolazi pod vlast osmanlijskih sultana.

## Srednjovjekovna Afrika
U razdoblju od 1000. do 1500. god. u Africi se pojavljuju brojne nove države, a bitan čimbenik u njihovu nastajanju bila je potreba da se nadziru trgovački putovi i bogatstvo koje se njima prevozilo. Širenje trgovine često je išlo ruku pod ruku sa širenjem Islama. U 16. stoljeću afričke države južno od Sahare došle su u doticaj s europskim istraživačima. 
U južnoj Africi, na područjima današnjih država Zimbabvea i Malavija, dolaze do 6. st. Bantu narodi i utemeljuju svoje kulture. 
Od 10. stoljeća na području današnje Ugande javila se država Kitwara.
Na području današnje Nigerije postojala je od 12. st. država Benin, a od 13. st. država Joruba. 
Od 13. stoljeća u pod-saharskom području jača država Mali koja procvat postiže u vrijeme Muse Velikog početkom 14. stoljeća, a konačno propada u 17. stoljeću. Nasljednik njezine moći je država Songaj, koju su 1591. god. osvojili Marokanci.
Uz jezero Čad postojala je od 7. st. država Kanem, a od 14. st. ondje se razvijaju države Vadaj i Bagirmi. U 14. st. u donjem tijeku rijeke Kongo javlja se istoimena država, a južno od nje je nastala država Ndongo (u današnjoj Angoli). Na području Zaira u 15. i 16. stoljeću razvile su se države Luba, Kuba i Lunda.

## Između Europljana i Arapa
U razdoblju od 1500. do 1800. afričkom poviješću dominiraju tri procesa: širenje velikih političkih jedinica, širenje islama i sve veće uključivanje Europljana. Do 19. st. Afrikanci su znatno napredovali u razvoju društvenih i političkih oblika, ali je njihova neovisnost bila ozbiljno narušena.
Prve prodore u Afriku izvršili su Portugalci u 15. stoljeću zauzimajući obale Konga i istočne Afrike, te stvarajući naseobine u Angoli i Mozambiku.
U 15. st. u, južnoj Africi, između rijeka Limpopa i Zambezija, ustanovljena je snažna država Monomotapa s utvrđernim glavnim gradom Zimbabveom,. 
U 16. st. na području današnje Ugande mjesto Kitware nastaju države Buganda, Karagwe, Kiziba, Toro, Bunjoro i Ankole, a na području današnje Ruande i Burundije nalazila se država Rundi koja u 17. stoljeću postaje Ruandom kojom su vladali Tutsi.
Na području Gane od 17. st. prisutna je država Ašanti, a na području Benina država Dahomej. 
Koncem 17. st. istočnom obalom afrike vladali su Arapi. U istočnom Sudanu postojali su sultanati Dar Fur i Sennar, koji u 19. stoljeću ulaze u sastav egipatskog posjeda. 
Narodi Bantu nisu na prostorima Južnoafričke Republike nikada ustanovili centraliziranu državu sve do početka 20. st. kada su ustrojili moćnu državu pod vodstvom naroda Zulu.

### Trgovina robljem
Od 1470. god. Portugalci su s Beninom u zapadnoj Africi počeli trgovati bakrom, broncom, zlatom i robovima. Portugalci su 1480-ih godina stigli do otoka Sao Tome u Gvinejskom zaljevu, tik uz obalu zapadne Afrike. Osnovali su plantaže šećera i prisiljavali afričke zarobljenike (uglavnom otete u Sengalu i Gambiji) da na tim plantažama rade kao robovi. To je bio početak europske dominacije u Africi.

## Kolonijalizam
U razdoblju od 1800. do 1880. Afriku su oblikovala urođenička društva i njihovi vladari, slijedeći vlastite ambicije. Europljani su kontrolirali svega nekoliko uporišta na priobalnom području. Međutim, gospodarski i politički razvoj je nagovijestio neizbježnu podjelu Afrike među europskim silama. Europljani su kolonizirali područja u Africi, uvodili kršćanstvo i preuzeli upravljnje gospodarstvom. Europljani su u Afriku slali misionare radi osnivanja škola i crkava te radi preobraćenja Afrikanaca na kršćanstvo. Oni su ujedno pokušali ukinuti tradicionalne afričke religije, često kažnjavajući one koji su ih prakticirali. Ropstvo je tada bilo na svom vrhuncu jer su Europljani koristili afričku radnu snagu na poljima i u rudnicima, no sve su sirovine slali na preradu u Europu i Ameriku, gdje je dobit bila mnogostruko veća. 
U 17. st. Britanci zaposjedaju obale Gane, a Francuzi ušće Senegala. God. 1652. u južnoj Africi Nizozemci stvaraju koloniju Kaapland. Stanovnici ove kolonije su se ubrzo identificirali kao poseban narod (Buri ili Afrikaneri) i postaju jedini bjelački narod na prostoru Crne Afrike. 
Usporedo s osvajanjima započinje i golem izvoz crnog roblja u Ameriku. Pravo kolonijalno zaposjednje Afrike završeno je u 19. stoljeću, kada prevlast i status kolonijalnih velesila prisvajaju Francuska i Velika Britanija. 
Britanci na prijelazu iz 18. u 19. st. zauzimaju Gambiju, Sijera Leone i Zlatnu Obalu, a 1806. i Kaapland (što je prouzročilo Burske ratove). U drugoj polovici 19. st. zauzimaju dijelove zapadne Afrike (Lagos, dijelove Nigerije), a istočni dio Somalije (1884.) i obalu Kenije proglašavaju Istočnoafričkim protektoratom (1895.). Također, na jugu kontinenta zauzimaju Basuto (1886.), Bocvanu (1889.), Svaziland (1903.), Rodeziju i Njasu (1890. – 1900.), a 1882. god. nameću svoj protektorat i Egiptu.
Posjedi u Senegalu bili su polazište francuskih osvajanja u Africi, a još 1677. god. zauzeli su otok Gorée i Kapverdske otoke. U 19. st. osvojeni su Alžir (1847.), Tunis (1881.), Gvineja (1886.), Obala Bjelokosti (1891.), Senegal (1895.), Maroko (1901.) te prostor današnjih država Malija, Čada, Burkine Faso, Benina i Srednjoafričke Republike. U istočnoj Africi zauzeli su dio Somalije, a današnja Rebublika Kongo postala je francuskom kolonijom 1912. god.
Njemačka je kolonijalnu ekspanziju u Africi započela koncem 19. st. God. 1884. nametnut je protektorat Kamerunu i jugozapadnoj Africi, Togu (1885.), Ruandi-Urundiju (1889.), a 1890. stvorena je Njemačka Istočna Afrika (današnja Tanzanija).
Prostrano područje današnje DR Konga zauzela je Belgija, a manje uspjehe u kolonijalnom širenju imala je Italija (Eritreja i Somalija).

### Podjela Afrike
Afrika je podijeljena u nevjerojatno kratkom razdoblju od 1880. do 1910. god. Samo su Abesinija i Liberija zadržale potpunu neovisnost. Razdioba je dovršena preuzimanjem njemačkih kolonija nakon Prvog svjetskog rata, kada je prvi put uspješno uvedena kolonijalna uprava.
Teritorijalnu razdiobu Afrike službeno su potvrdile velike sile Berlinskim kongresom 1885. god., kada su određene i zone utjecaja pojedinih velesila.

### Afrička dijaspora
Zbog trgovine robljem više od 20 milijuna Afrikanaca razasuto je diljem obiju Amerika i Europe, što koči razvoj kulture u Africi. Tijekom stoljeća raspršeni potomci tih robova postali su poznati kao afrička dijaspora.
U 19. stoljeću u karipskim kolonijama pojavila se kombinacija tradicionalnog štovanja predaka i kršćanstva i nastala je religija zvana voodoo.

## Afričko stjecanje neovisnosti
Godine 1884. europske vođe donijeli su odluku da njihove zemlje mogu afričke teritorije proglasiti svojim kolonijama. Tako je nastala jagma prema unutrašnjosti u potrazi za novim zemljama. Godine 1902. kolonizirana je cijela Afrika, osim Liberije i Etiopije.
Afrika se uporno odupirala kolonijalizmu. Etiopljani su se borili da zadrže svoju nezavisnost i pobijedili (1896.); Zimbabve i Sudan pobunili su se protiv Britanaca (1896. i 1920.g.); plemena u Angoli pokušavali su svrgnuti Portugalce (1902.); u Namibiji i Tanzaniji tisuće ljudi je ubijeno u pobunama protiv Nijemaca (1904. – 1908.); i u Nigeriji su se plemena pobunila protiv francuske vladavine (1920-ih). Njemačko izgladnjavanje i istrebljenje naroda Herero i Namaqua u Namibiji (1904. – 1907.) smatra se prvim genocidom 20. stoljeća. 
Do 1917. u mnogim europskim kolonijama javio se nov i vrlo raširen otpor, te naposljetku i moderni nacionalistički pokreti.

### Prvi svjetski rat
Iako su oba svjetska rata bila europska, tisuće Afrikanaca izgubilo je život jer su ih kolonijalni vladari tjerali da se pridruže vojsci. Jedan od uzroka prvog svjetskog rata bilo je negodovanje Njemačke protiv europskih zemalja tijekom kolonizacije. Kad je 1914. godine izbio prvi svjetski rat, sjevernu Afriku kontroliralo je Osmansko Carstvo. Egipćani su s Britancima sklopili tajni sporazum o svrgavanju turske vladavine, a od 1916. do 1918. pomagao im je ekscentrični vojnik i pisac Thomas Edward Lawrence (1888. – 1935.) koji je postao poznat kao Lawrence od Arabije. Nakon rata Egipat je postao britanski proktektorat, no 1922. godine potpisao je ugovor o nezavisnosti.

#### El Alamein
Godine 1941. talijanske i njemačke trupe zauzele su područje u sjevernoj Africi koji su držali Britanci. Britanci su novačili vojnike iz svojih kolonija Nigerije, Gane i Sijera Leonea koji su se pridružili u bitkama na njihovoj strani. Godine 1942. Britanci su porazili Nijemce u povijesnoj bitci kod El Alameina. Ova bitka je bila prekretnica u tom ratu.

### Drugi svjetski rat
U drugom svjetskom ratu sjeverna Afrika postala je bojišnica jer su njemačke i talijanske trupe zauzele britanska i francuska područja.
Etiopski car Haile Selassie ( vladao 1930. – 1974.) predvodio je svoje trupe protiv talijanske okupacije 1935. godine. Talijani su prisilili cara da napusti zemlju 1936. godine, no on se vratio 1941. Haile Selassie proveo je reformu, ukinuo ropstvo i surađivao s Organizacijom afričkog jedinstva.

#### Operacija Baklja
Godine 1942. američki i britanski vojnici spustili su se u Maroko i Alžir u invaziji zvanoj Operacija Baklja. S pridruženim Francuzima Saveznici su napali talijansku i njemačku vojsku i potisnuli ih u Tunis. Nakon krvave bitke njemačke su trupe u Africi bile opkoljene. Rat na afričkom tlu bio je okončan u mjesecu svibnju 1943. godine.

## Afrika nakon oslobođenja
Nakon Drugog svjetskog rata europske sile su se odricale svojih kolonija. Do 1990. god. preostala je samo šačica europskih posjeda. Razvoj Afrike nakon svršetka europske kolonijalne vlasti nije tekao glatko. Siromaštvo, korupcija i etničko suparništvo pojavili su se u svim dijelovima kontinenta. Danas se potvrđuje da su ratovi, represivne jednostranačke vlade, bolest i glad spriječili ostvarenje optimističkih ciljeva nakon stjecanja neovisnosti. 
Nakon 1945. god. u Africi jačaju antikolonijalni pokreti. Na Četvrtome panafričkom kongresu u Manchesteru (1945.), po uzoru na ideje istaknutih afričkih domoljuba (Jomo Kenyatta, Kwame Nkrumah i dr.) tražilo se samoodređenje afričkih naroda i sjedinjenje afričkih država. 
Do konca 1960. god. neovisnost su proglasile 23 države; jedna od prvih kolonija koja je stekla nezavisnost bila je bivša britanska kolonija Zlatna Obala, a 1957. godine nazavisnost je stekla Gana (naziv je dobila prema snažnom srednjovjekovnom zapadnoafričkom carstvu). Vodeći nacionalist Kwame Nkrumah (1909. – 1972.) postao je prvi premijer nove zemlje, Godine 1960. Nkrumah je Ganu proglasio republikom, a sebe doživotnim predsjednikom. Sve se više ponašao diktatorski i sve se više udaljavao od zapada. Godine 1966. Nkrumah je svrgnut policijsko-vojnim pučem. Godine 1963. poglavari 30 nezavisni afričkih država su se sastali i osnovali OAJ (Organizacija afričkog jedinstva). Cilj je bio poticati političku i ekonomsku suradnju među zemljama te pomagati kolonijama u uspostavljnju nezavisnosti.
Od 1961. do 1974. god. neovisnost stječe još 16 zemalja. Dekolonizacija juga završava postizanjem neovisnosti Angole, Mozambika (1975.), Zimbabvea (1980.) i Namibije (1990.), te demokratizacijom Južnoafričke Republike (1994.).

### Etnički i politički sukobi
Česti teritorijalni prijepori, vjerske i nacionalne podjele, diktatura brojnih vlastodržaca, gospodarska zaostalost i siromaštvo stanovništva učinili su Afriku pozornicom mnogih međudržavnih ratova. Tijekom druge polovice 20. st. vođeni su ratovi arapskih zemalja na sjeveru Afrike protiv Izraela (1948. – 1949., 1967. i 1973.) te mnogobrojni međudržavni ratovi zbog granica utvrđenih još u kolonijalnim vremenima. Vojne intervencije u Africi poduzimale su u više navrata i bivše kolonijalne velesile (npr. Velika Britanija u Egiptu 1956., te u Ugandi, Keniji i Tanzaniji 1964.; Belgija u Zairu 1961. i 1964.; Francuska u Egiptu 1964., Džibutiju 1976. – 1977. i dr.).
Integrativne procese slabile su i suprotnosti afričkih država ovisnih o savezništvima s velikim silama (SAD, SSSR). Njihovu razjedinjenost i suprotnosti pokušao je, s djelomičnim uspjehom, pomiriti pokret nesvrstanih zemalja.

### Rat u Angoli
Godine 1961. narod u Angoli podigao je ustanak protiv portugalske kolonijalne vlasti. Portugalska vojska potukla je pobunjenike koji su prebjegli u Zair. U izbjeglištvu su pobunjenici osnovali pokret za oslobađanje i vodili gerilski rat za oslobađanje u Angoli. Godine 1974. oslobodilačke snage pokrenule su vojni ustanak i svrgnuli Portugalce koji su konačno priznali nezavisnost 1975. godine. Nakon nezavisnosti izbio je oštar građanski rat i zmeđu dviju političkih skupina koje su željele vladati Angolom. Jednu stranu podupirale su južnoafričke, a drugu ruske trupe. Angolske frakcije sklopile su primirje 1994. godine.

### Aparthejd
Godina 1980-ih još je jedino Južnoafrička Republika nastojala zadržati vlast bijele manjine. Bijela manjina uvela je 1948. godine politiku aparthejda (odvojenosti) prema kojoj se ljude svrstavalo prema rasnoj pripadnosti. U vrijeme aparthejda oni koji su pripadali crncima, obojenima ili Azijcima, imali su manja prava. Aparthejd je ukinut 1994. godine.

### Gospodarski neuspjeh
Na prijelazu u 3. tisućljeće Afrika i dalje ostaje žarištem čestih međudržavnih sukoba, suočena s problemima izbjeglica (1/3 izbjeglica u svijetu), nedostatkom hrane i energije, bolestima (1992. oko 6 mlijuna oboljelih od side) i izrazito nepovoljnom gospodarskom perspektivom.
Ken Saro-Wiwu (1941. – 1995.), borca za ljudska prava, zajedno s još osmoricom, nigerijska vojna vlast osudila je na smrt vješanjem. Njegov  "zločin"  je bio što su otvoreno govorili protiv oneščićenja plemenskih zemalja što su ga uzrokovale međunarodne naftne kompanije uz vladinu zaštitu.

## Vremenska tablica
| Godina                 | Povijesna događanja                                                             |
| ---------------------- | ------------------------------------------------------------------------------- |
| 2500 pr. Kr.           | Klimatske promjene u području Sahare prisilile su ljude da krenu prema jugu.    |
| Oko 600.g.pr. Kr.      | Širi se kušitski narod u Sudanu i osniva svoj glavni grad Meroeu.               |
| 320. pr. Kr.-25.g.n.e. | Kralj Ezama Aksumski prihvaća kršćanstvo.                                       |
| 500. – 1300.           | Kraljevina Gana kontrolira transsaharsku trgovinu.                              |
| 641.                   | Arapi zauzimaju Egipat i preobraćaju ga na islam.                               |
| 600.-ih godina         | Carstvo u Aksumu počinje propadati.                                             |
| 1497.                  | Portugalski istraživači nakon oplovljavanja Afrike pristaju uz istočnu obalu.   |
| 1900.                  | Najveći dio Sahare potpada pod kolonijalnu vlast Francuza.                      |
| 1940.                  | Talijanska vojska zaposjela sjevernu Afriku; nakon godinu dana stižu i Nijemci. |
| 1945.                  | Osnovana liga arapskih zemalja; obuhvaća osam arfričkih nacija.                 |
| 1973. – 1975.          | Rog Afrike zahvaća teška suša.                                                  |
| 1994. – 1995.          | U Ruandi masakr Tutsa nad 800.000 Hutua; milijuni izbjegli iz zemlje.           |

## Vanjske poveznice
- Afrikaner Nationalism Captures The State.  Arhivirana inačica izvorne stranice od 27. rujna 2007. (Wayback Machine)
- The Afrikaners of South Africa.
- Afrique du Sud  Arhivirana inačica izvorne stranice od 25. lipnja 2007. (Wayback Machine)
- Boer soldiers
- British Policies and Afrikaner Disconten
- Kratka afrička povijest umjetnosti
- Povijest Afričkog roga